# Lubelskie Towarzystwo Genealogiczne
Lubelskie Towarzystwo Genealogiczne – stowarzyszenie genealogiczne z siedzibą w Lublinie założone w 2006.
Towarzystwo zostało założone w Lublinie 24 września 2006 przez Piotra Glądałę, Ewę Drwal, Krzysztofa Kurysa, Jolantę Sopoćko i Pawła Talmę w celu zrzeszenia lubelskich miłośników genealogii i szlifowania warsztatu badacza rodzinnej historii. W 2007 roku LTG podjęło współpracę z Radiem Lublin, gdzie członkowie organizacji byli zapraszani jako specjaliści. W 2008 roku LTG przekształciło się w organizację posiadającą osobowość prawną. W 2009 roku przeprowadziło sesję genealogiczną w ramach Lubelskich Wykładów z Genealogii oraz rozpoczęło wydawanie Rocznika Lubelskiego Towarzystwa Genealogicznego.